# Bulletin de la Société mathématique de France
Le Bulletin de la Société mathématique de France est une revue scientifique trimestrielle de recherche mathématique, à comité de lecture,  éditée par la Société mathématique de France.
Fondée en 1873, elle publie des articles de recherche de haut niveau en français et en anglais, en mathématiques. Elle a publié des auteurs parmi les plus célèbres du siècle passé comme H. Poincaré, E. Borel, E. Cartan, A. Grothendieck, J. Leray.  La revue est indexée par les Mathematical Reviews et Zentralblatt MATH. En 2023, son facteur d'impact est de 0,5. Le Bulletin de la Société Mathématique de France est publié, depuis 2023, suivant le principe du Subscribe-to-Open (S2O).